# Fernando Jiménez del Oso
Fernando Jiménez del Oso (Madrid, 21 de julio de 1941-íd., 27 de marzo de 2005) fue un psiquiatra y periodista español, especializado en temas de misterio y parapsicología, director de revistas y programas de televisión.

## Trayectoria profesional

### Psiquiatría
Madrileño de nacimiento, sus años de infancia los pasó en Collado Villalba (Madrid). Se licenció en Medicina y Cirugía. Realizó la especialidad de Psiquiatría, siendo alumno del Dr. Juan José López Ibor (trabajaba por las mañanas en un hospital psiquiátrico y por las tardes en la Clínica López Ibor de Madrid).

### Televisión
Su primer contacto con el medio televisivo llegó en 1967 al colaborar con Narciso Ibáñez Serrador en la serie Historias para no dormir de TVE, con la obra de horror titulada El regreso. A partir de 1974 comenzó su popularidad, al ser fichado para llevar una pequeña sección dentro del programa Todo es posible en domingo, dirigido por Pedro Amalio López, hablando de enigmas y misterios.
En 1976, se le ofreció la oportunidad de dirigir y presentar Más Allá, su propio espacio en la televisión pública, que estuvo en antena hasta 1981, con altas cuotas de audiencia. Precisamente gracias a este programa inició viajes por distintas partes del mundo con vistas a la grabación de reportajes, especialmente a Egipto, México y Perú.
Entre 1982 y 1984, su espacio pasó a denominarse La puerta del misterio, dentro del cual, aparte de los programas grabados en estudio, albergó dos series de documentales realizados y presentados por él: El otro Perú (1983) —rodado en el país andino y dedicado a su patrimonio arqueológico precolombino— y Ellos (1984) —dedicado al fenómeno ovni, con testimonios de testigos de toda condición social, incluyendo pilotos y militares—.
En junio de 1982, inició la serie La España mágica, y una serie de 13 programas sobre los ovnis. Entre 1985 y 1987 presentó un bloque del  programa Punto de encuentro, presentado por Pedro Macía.
En 1989, vendrían dos nuevas series documentales, El imperio del sol y El otro México, esta vez para las televisiones autonómicas; dedicadas, respectivamente, a las culturas precolombinas peruanas y mesoamericanas. Estos programas le valdrían recibir sendas distinciones oficiales de Perú y México.
También ese año rodaría otra serie, En busca del misterio, en compañía del periodista y escritor Juan José Benítez, recorriendo el continente americano y la Isla de Pascua.
Años después realizó programas de debate sobre misterios en televisiones locales (Misterios en la intimidad, 1995-1996) y autonómicas (La otra realidad, 1999-2000). Finalmente realizaría Viaje a lo desconocido, una serie de documentales cuyo rodaje le llevó por Europa, América Latina, Jerusalén y Pakistán.

### Libros
Escribió varios libros sobre enigmas y misterios, tales como Los Emisarios del Cosmos (1980), El síndrome Ovni (1984), Viracocha: crónica de un viaje probable (1985), El Imperio del Sol (1991), El Enigma de los Andes (1993), Brujas: Las amantes del diablo (1995) o En Busca del Misterio: Memorias de un viaje por la senda de lo desconocido (2003).
También editó varios libros esotéricos de otros autores como Universo Oculto (1976), Biblioteca Básica de los Temas Ocultos (1980), Lo desconocido: gran enciclopedia gráfica (1989), Biblioteca básica de Espacio y Tiempo (1991-92), Enigmas (de Espacio y Tiempo (1993) o La Puerta del Misterio (2002).

### Director de revistas
En 1989 fue fundador y primer director de la revista Más Allá de la Ciencia. El número 2 de esta revista, distribuido en abril de ese mismo año incluía una casete con supuestas psicofonías que alcanzó una notable difusión, y de la que se vendieron 200 000 ejemplares (incluyendo una segunda edición). En 1991, pasaría a fundar y dirigir otra publicación: Espacio y Tiempo, desaparecida cuatro años más tarde, dando paso en diciembre de 1995 a la revista Enigmas del hombre y del universo, que dirigió hasta su fallecimiento en 2005.

### Trabajos en radio
Asimismo, fue asiduo colaborador de programas radiofónicos esotéricos, como Espacio en Blanco de Miguel Blanco o finalmente en La rosa de los vientos de Juan Antonio Cebrián (Onda Cero), donde tenía una sección denominada Enigmas favoritos de Fernando Jiménez del Oso.

### Música
Aficionado a la música electrónica, colaboró con el compositor hispano-belga Michel Huygen —autor de las bandas sonoras de sus programas televisivos desde la etapa de Más Allá  y miembro del grupo Neuronium— en el disco Astralia, donde puso la voz como narrador.

## Fallecimiento
El 27 de marzo de 2005, falleció de cáncer en el madrileño Hospital de La Princesa (Servicio de Neumología).

## Críticas
Jiménez del Oso es considerado por la comunidad científica como un pseudocientífico, y sus programas puramente especulativos, sin rigor y ajenos al método científico. Según sus críticos, ninguna de las afirmaciones que hizo durante su carrera ha podido ser demostrada científicamente ni han sido publicadas en revistas de investigación independientes. Como ejemplo de ello se cita la difusión del falso documental Alternativa 3 en su programa La puerta del misterio. Jiménez del Oso se defendió arguyendo que la difusión del falso documental Alternativa 3 estaba integrado dentro de una prestigiosa serie de documentales de divulgación científica emitidas por una cadena británica, circunstancia que daba credibilidad a su contenido y dificultaba a TVE descubrir que se trataba de un "falso documental" realizado para ser emitido el día de los inocentes en Reino Unido.[cita requerida]

## Obras

### Libros
- Jiménez del Oso, Fernando (1979). El fin del mundo. Uve. ISBN 84-85609-08-5.
- Jiménez del Oso, Fernando (1979). Los enigmas pendientes. Uve. ISBN 84-85609-15-8.
- Jiménez del Oso, Fernando (1980). Mito y realidad de los fantasmas. Uve. ISBN 84-85609-18-2.
- Jiménez del Oso, Fernando (1980). La Atlántida y otros continentes perdidos. Uve. ISBN 84-85609-21-2.
- Jiménez del Oso, Fernando (1980). El culto a Satán. De las misas negras a la brujería. Uve. ISBN 84-85609-19-0.
- Jiménez del Oso, Fernando (1980). Los emisarios del Cosmos. Uve. ISBN 84-85609-37-9.
- Jiménez del Oso, Fernando (1980). El sexto sentido: los ojos de la mente. Uve. ISBN 84-85609-36-0.
- Jiménez del Oso, Fernando (1980). Extraterrestres en la Biblia. Uve. ISBN 84-85609-34-4.
- Jiménez del Oso, Fernando (1980). Espíritus y duendes: las casas encantadas. Uve. ISBN 84-85609-35-2.
- Jiménez del Oso, Fernando (1980). Los curanderos: ¿iluminados superdotados o farsantes?. Uve. ISBN 84-85609-42-5.
- Jiménez del Oso, Fernando (1980). Grandes misterios de nuestro tiempo. Uve. ISBN 84-85609-41-7.
- Jiménez del Oso, Fernando (1984). El síndrome OVNI. Editorial Planeta. ISBN 84-320-4329-X.
- Jiménez del Oso, Fernando (1985). Viracocha: crónica de un viaje probable. Editorial Planeta. ISBN 84-320-4635-3.
- Jiménez del Oso, Fernando (1991). El imperio del sol. Madrid: Espacio y Tiempo. ISBN 84-7998-016-8.
- Jiménez del Oso, Fernando (1991). El dios jaguar. Madrid: Espacio y Tiempo. ISBN 8479980087.
- Jiménez del Oso, Fernando (1993). La isla de Pascua. Madrid: Espacio y Tiempo. ISBN 978-84-7998-079-5.
- Jiménez del Oso, Fernando (1993). La isla de Pascua II. Madrid: Espacio y Tiempo. ISBN 978-84-7998-081-8.
- Jiménez del Oso, Fernando (1993). El enigma de los mayas. Madrid: Espacio y Tiempo. ISBN 978-84-7998-091-7.
- Jiménez del Oso, Fernando (1993). El enigma de los Andes. Madrid: Espacio y Tiempo. ISBN 84-7998-074-5.
- Jiménez del Oso, Fernando (1995). Brujas: las amantes del diablo. Anaya. ISBN 978-84-8162-889-0.
- Jiménez del Oso, Fernando; Pastor Fernández, Andrea; Ruiz Casado, Francisco (1996). Música para aprender. Editorial Alpuerto. ISBN 84-381-0282-4.
- Jiménez del Oso, Fernando (2003). En busca del misterio: memorias de un viaje por la senda de lo desconocido. Madrid: Nowtilus. ISBN 84-9763-020-3.

### Índice de artículos en revista Espacio y Tiempo
- Jiménez del Oso, F. (1991, abril). “Gasparetto”. Espacio y Tiempo, n.º 2, pp. 32-39.
- Jiménez del Oso, F. (1991, junio). “La isla de los moais”. Espacio y Tiempo, n.º 4, pp. 30-41.
- Jiménez del Oso, F. (1991, agosto). “Uritorco: puerta a otra dimensión. Espacio y Tiempo, n.º 6, pp. 51-67.
- Jiménez del Oso, F. (1991, noviembre). “Diego de Araciel: confesiones de un vidente”. Espacio y Tiempo n.º 9, pp. 8-21.
- Jiménez del Oso, F. (1992, enero). “Daniel Ruzo y Marcahuasi”. Espacio y Tiempo, n.º 11, pp. 52-63.
- Jiménez del Oso, F. (1992, abril). “Los Khmer”. Espacio y Tiempo, n.º 14, pp. 53-58.
- Jiménez del Oso, F. (1992, julio). “Las momias más antiguas del mundo”. Espacio y Tiempo, n.º 17, pp. 38-53.
- Jiménez del Oso, F. (1993, marzo). “Inevitablemente, Drácula”. Espacio y Tiempo, n.º 25, pp. 38-42.
- Jiménez del Oso, F. (1993, marzo). “Alex Órbito”. Espacio y Tiempo, n.º 25, pp. 58-67.
- Jiménez del Oso, F. (1993, octubre). “Bongiovanni, el mensajero de los dioses”. Espacio y Tiempo n.º 32, pp. 10-18.
- Jiménez del Oso, F. (1993, noviembre). “El misterio de Acámbaro”. Espacio y Tiempo, n.º 33, pp. 10-20.
- Jiménez del Oso, F. (1994, febrero). “La zona del silencio”. Espacio y Tiempo, n.º 36, pp. 8-16.
- Jiménez del Oso, F. (1994, marzo). “La otra cara del astronauta de Palenque”. Espacio y Tiempo, n.º 37, pp. 8-21.
- Jiménez del Oso, F. (1994, octubre). “El diablo y el sexo”. Espacio y Tiempo, n.º 44, pp. 9-19.

### Índice de artículos en revista Más Allá de la Ciencia
- Jiménez del Oso, F. (1989, abril). “Los dioses maestros”. Más allá de la ciencia, n.º 2, pp. 76-86.
- Jiménez del Oso, F. y Jordán Peña, J. L. (1989, mayo). “Las profecías de la gran pirámide”. Coleccionable El Final de los Tiempos, pp. 17-32. Más allá de la ciencia, n.º 3, páginas centrales.
- Jiménez del Oso, F. (1989, junio). “La Atlántida, análisis de un mito”. Más allá de la ciencia, n.º 4, pp. 46-57.
- Jiménez del Oso, F. (1989, noviembre). “El hombre del Mesozoico”. Más allá de la ciencia, n.º 9, pp. 18-28.
- Jiménez del Oso, F. (1990, abril). “Drácula, el señor de las sombras”. Más allá de la ciencia, n.º 14, pp. 108-117.

### Discos
- Huygen, Michel; Jiménez del Oso, Fernando (narrador) (1996). Astralia. Barcelona: AnimaMusic, D.L.; 1 disco (CD-DA) (70 min.)